# Kyrill von Turow

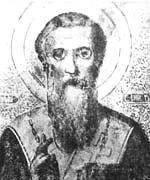
Kyrill von Turau

Der Heilige Kyrill von Turau (belarussisch Кіры́ла Ту́раўскі Kiryla Turauski, russisch Кирилл Туровский Kirill Turovskij, * um 1130; † um 1182) war ein Mönch und Bischof der Orthodoxen Kirche. Er gehörte zu den ersten ostslavischen Theologen der Kiewer Rus; sein Leben verbrachte er in der belarussischen Stadt Turau. Am 28. April gibt es ihm zu Ehren einen Feiertag.

## Leben
Der Sohn reicher Eltern empfing eine hervorragende Erziehung (vermutlich von griechischen Lehrern). Als junger Mann entschied er sich, sein Leben Gott zu widmen und trat in ein Kloster ein. Bald wurde er als weiser Mann bekannt, viele Gläubige kamen zu ihm und ließen sich in Fragen der Gebetstechnik beraten. Später wurde sein Drang zum abgeschiedenen Leben übermächtig und er schloss sich oft für lange Zeit in seiner Zelle ein, fastete und betete. Aus dieser Zeit stammen wahrscheinlich die meisten seiner Manuskripte.
Als um 1169 der Bischof von Turau starb, wurde er von Prinz und Volk des damals unabhängigen Staates gebeten, dessen Nachfolge anzutreten. Kyrill nahm an. Als Bischof war er wohl ein Seelsorger, der sich gut um seine Herde kümmerte, und ein leidenschaftlicher Prediger. Er fand jedoch auch Zeit, an politischen Angelegenheiten teilzunehmen.
Kyrill von Turau war der wichtigste Schriftsteller der belarussischen Frühgeschichte; neben seinen Predigten ist er auch für seine Gebete, Gedichte, Lieder und sonstigen Abhandlungen bekannt. Seine religiöse Interpretation war stark byzantinisch geprägt, durchaus normal für diese Zeit, da das Christentum aus Byzanz in die slawischen Länder gelangte.
Er hinterließ 30 Gebete und zwei größere Schriften namens Das Gleichnis vom nachlässigen König bzw. Eine Abhandlung über den mönchischen Zustand im Alten und Neuen Testament, insofern als der Mönch das Bild des ersteren hinnimmt und die Werke des Zweiten vollbringt, was meint, dass der Mönch das Motto des Alten Testaments („Auge um Auge, Zahn um Zahn“) erduldet und im Sinne des Neuen Testaments handelt.